# Bad Kleinen
Bad Kleinen – miejscowość i gmina w Niemczech, w kraju związkowym Meklemburgia-Pomorze Przednie, w powiecie Nordwestmecklenburg, wchodzi w skład Związku Gmin Amt Dorf Mecklenburg-Bad Kleinen. W roku 2008 gmina liczyła 3710 mieszkańców.
Podział administracyjny:
- Fichtenhusen
- Gallentin
- Glashagen
- Hoppenrade
- Losten
- Niendorf
- Wendisch Rambow

W gminie znajduje się stacja kolejowa.